# Konditionalität
Konditionalität (lateinisch conditio, „Bedingung“) bezeichnet im Rahmen einer Staatsschuldenkrise und in der Entwicklungszusammenarbeit die mit Kreditzusagen oder Zahlungen verbundene Erteilung von Auflagen durch Gläubigerinstitutionen oder Geberstaaten.
Kreditgeber haben im Rahmen der Vertragsfreiheit international das vertragliche Recht, die Auszahlung und Belassung ihrer Kredite mit der Einhaltung von Auflagen zu verbinden. International wird dann von „conditions precedent“ gesprochen, auflösende Bedingungen, die erfüllt sein müssen, bevor es zur Auszahlung der Kredite kommen kann. Werden die konkreten Auflagen vom Schuldner nicht erfüllt, kommt es nicht zur Auszahlung der Kredite. Eine weitere Gruppe sind solche Auflagen, die während der Kreditlaufzeit vom Kreditnehmer einzuhalten sind. Hierbei handelt es sich meist um „financial covenants“, also betriebswirtschaftliche oder volkswirtschaftliche Kennzahlen. Gelingt dem Schuldner die Einhaltung nicht, wird automatisch ein Kreditkündigungsrecht des Gläubigers oder ein Kreditereignis ausgelöst. Beide Formen von Auflagen, die „conditions precedent“ und die „financial covenants“, sollen das Kreditrisiko des Kreditgebers verringern und die Rückzahlung der auflageabhängigen Kredite gewährleisten. 
Bei der Konditionalität im engeren Sinne müssen die Auflagen nicht bereits bis zur Auszahlung der Kredite erfüllt werden, sondern in einem festgelegten Zeitraum danach. Bei der HIPC-Initiative sind manche Bedingungen jedoch zwingende Voraussetzung für die Erreichung des „completion point“ und damit vor der vollen Umsetzung des Schuldenerlasses zu erfüllen. Der „completion point“ ist damit jener Zeitpunkt, an dem die zum „decision point“ beschlossenen Maßnahmen zur Schuldenerleichterung wirksam werden.

## Geschichte
Die ersten Auflagen bei Kreditgewährungen an Staaten entstanden durch den Internationalen Währungsfonds (IWF). Nach seiner Gründung im Jahre 1944 waren seine Kredite noch auflagenfrei, doch bereits im Oktober 1952 wurden seine Kredite erstmals mit Auflagen verbunden. Erst 1969 wurde die Konditionalität in die Satzung (Articles of Agreement) aufgenommen. Zunehmende Widerstände in Nehmerstaaten haben in der Vergangenheit jedoch die Erfüllung von Auflagen behindert oder sogar unmöglich gemacht. Bereits in den Jahren 1968 und 1979 hatte der IWF erste Lockerungen bei seiner Konditionalitätspolitik vorgenommen. Im September 2002 nahm der Exekutivausschuss des IWF erneut überarbeitete Leitlinien zur Ausrichtung seiner Konditionalität als Folge heftiger Kritik an. Diese Leitlinien sollen die Kreditauflagen effektiver, klarer und fokussierter machen und eine bessere Koordination der Konditionalität des IWF mit der anderer Organisationen gewährleisten.

## Arten der Konditionalität
Je nach der wirtschaftlichen oder politischen Zielrichtung der Auflagen unterscheidet man
- Makroökonomische Konditionalitäten

Gegenstand makroökonomischer Konditionalitäten ist die Wirtschaftspolitik eines Schuldnerstaates. Hier geht es um Schuldenkennzahlen, Staatsausgaben, Inflationsraten oder Arbeitslosenquoten, die von Geberstaaten oder -institutionen vorgegeben werden und durch entsprechende wirtschaftspolitische Entscheidungen der Empfängerstaaten erfüllt werden müssen. Bei den makroökonomischen Konditionalitäten des IWF zeigt sich eine weitgehend rigide definierte makroökonomische Stabilitätsforderung. Er setzt Empfängerländern sehr strikte Grenzen bei der erlaubten Inflationsrate oder den Staatsausgaben. Dies betrifft sowohl die erlaubte Höhe von Haushaltsdefiziten als auch Vorgaben über die restriktive Verwendung von Staatsausgaben. Entwicklungsländer werden in IWF-Programmen gezwungen, ihre Sozialausgaben nach den Vorgaben einer eng definierten makroökonomischen Stabilität zu kürzen, was dramatische Auswirkungen auf die Armuts- oder Krankheitsbekämpfung zur Folge haben kann. Die vom IWF auferlegten HIPC-Konditionalitäten sind ein Grund dafür, dass sich der Spielraum für die Fiskalpolitik verringert hat. Da der IWF die Definitionshoheit für makroökonomische Stabilität besitzt, richtet sich auch die Weltbank nach dessen Vorgaben. 
Auch der Stabilitäts- und Wachstumspakt ist für die EU-Mitgliedsstaaten eine makroökonomische Konditionalität, da die Mitgliedsstaaten ihre Wirtschaftspolitik an diesen zwingenden Vorgaben auszurichten haben und eine Nichteinhaltung zu Sanktionen führen kann. Hierzu zählen insbesondere die Neuverschuldung, die 3 % des Bruttoinlandsprodukts nicht überschreiten darf sowie die Staatsverschuldung, die maximal 60 % des Bruttoinlandsprodukts erreichen darf (Art. 126 AEUV). Diese zielen auf eine zunehmende volkswirtschaftliche Kohäsion der noch sehr heterogenen EU-Mitglieder ab.
- Handelspolitische Konditionalitäten

Klassische Handelskonditionalitäten betreffen die Beseitigung tarifärer und nicht-tarifärer Handelshemmnisse und sind inzwischen zu unbedeutenden Komponenten der Auflagenpolitik geworden. Ihr Anteil verringerte sich von 15,2 % aller Konditionalitäten in den Jahren 1980 bis 1989 auf 1,8 % zwischen 2000 und 2004. Daraus kann jedoch nicht gefolgert werden, dass Handelsliberalisierung und Handelsthemen in der Auflagenpolitik von IWF und Weltbank an Bedeutung verloren hätten. Einer der Gründe für die abnehmende Zahl der klassischen Handelskonditionalitäten ist, dass die meisten Entwicklungsländer ihre Märkte unter dem Druck dieser Auflagen von IWF und Weltbank im Zollbereich bereits weitgehend liberalisiert haben und deshalb oft entsprechende Auflagen nicht mehr erforderlich sind. Diese Entwicklung zeigt jedoch, dass Konditionalitäten langfristig durchaus die mit ihnen vorgesehene Wirkung zu erzielen vermögen. 
Neue Bereiche, wie die Umsetzung der WTO-Abkommen in die Regulierungssysteme von Entwicklungsländern, sind hinzugekommen. Für die Weltbank bestehen die wichtigen Handelshemmnisse in Entwicklungsländern vor allem im regulativen Bereich, im Fehlen von Infrastruktur, Einschränkungen der Investitionsfreiheit, einer schlechten Regierungsführung und dem Fehlen von kompetenten Institutionen. Insofern hat sich auch der Schwerpunkt der übrig bleibenden 1,8 % an handelspolitischen Konditionalitäten verschoben. 
Klassische Handelskonditionalitäten spielen zwar noch eine Rolle, aber der Fokus liegt auf der Handelserleichterung, insbesondere im Bereich der Zertifizierung und Qualitätsverbesserung sowie der Beseitigung sensibler Handelsbarrieren. Weltbank und IWF haben ihre Konditionalität im klassischen Bereich der Zollsenkung deutlich vermindert. Über 60 % der handelsrelevanten Programmkonditionalitäten waren Mitte der 1990er Jahre auf die traditionellen Instrumente der tarifären und nicht-tarifären Handelspolitik bezogen. Seit 2001 beläuft sich dieser Anteil auf weniger als 10 % aller Konditionalitäten. Der Schwerpunkt der Handelskonditionalitäten hat sich von der Zollpolitik auf die Zollabwicklung verschoben. Auch beim IWF sind die klassischen handelspolitischen Konditionalitäten nach wie vor bedeutsam. So prüft der IWF mit einem eigenen Trade Restrictive Index (TRI) regelmäßig, wie „restriktiv“ die Handelssysteme der jeweiligen Mitgliedsländer sind. Ob und welche handelspolitischen Konditionalitäten ein Land erfüllen muss, wird danach ausgewählt, welchen Wert die Länder erhalten. Je weniger ein Land seine Volkswirtschaft nach außen geöffnet hat, desto stärker sind die Vorgaben, das Handelssystem des betreffenden Landes zu liberalisieren.
- Strukturpolitische Konditionalitäten

Bei den Strukturanpassungsprogrammen (SAP) macht der IWF auch Auflagen über Strukturreformen (Deregulierung und Liberalisierung), wobei er sich mit der Weltbank abstimmt. Nach Angaben von EURODAD beinhalten bei der Weltbank 43 % aller Konditionalitäten, an die Kredite für ärmere Entwicklungsländer geknüpft werden, Vorgaben für Reformen des öffentlichen Sektors. Eine Untersuchung von Trocaire zeigt, dass auch in den „Poverty Reduction Support Credits“ (Kredite zur Linderung der Armut) der Weltbank in der Regel eine umfangreiche Liste an Governance-Konditionalitäten enthalten ist. In 20 untersuchten PRSCs fanden sich insgesamt 427 Governance-Konditionalitäten für den öffentlichen Sektor. Diese machten insgesamt 38 % der gesamten Konditionalitäten in den 20 PRSC aus. Die Anzahl der strukturellen Konditionalität des IWF erreichte ihren Höhepunkt während der asiatischen Finanzkrise ab 1997 mit 94 Auflagen für Korea, 73 für Thailand und 140 für Indonesien.
- Mikroökonomische Konditionalitäten

Die Weltbank ist zunehmend dazu übergegangen, über ihre Projektfinanzierungen (Investment Lending) Sektorreformen in Entwicklungsländern voranzutreiben. Bei projektgebunden Hilfen wird festgelegt, dass eine Projektfinanzierung bestimmte mikroökonomische Kennzahlen (Kapitaldienst in % des Cash-Flow, Verschuldungsgrad) in Form von financial covenants erfüllen muss.

## Rechtsgrundlage
Rechtsgrundlage der Konditionalität ist Artikel V Abschnitt 3 der IWF-Statuten, der den IWF ermächtigt, Mitgliedsländern mit Zahlungsbilanzproblemen bei der Gestaltung ihrer Politik zu unterstützen und für die gewährten Kredite geeignete Schutzmaßnahmen („safeguards“) zu ergreifen. Seit 1955 ist es üblich, dass ein Land, das IWF-Mittel über seine Reservetranche hinaus in Anspruch nimmt, seine Wirtschaftspolitik an den Auflagen des IWF zu orientieren hat. Der betroffene Staat entwirft ein wirtschaftliches Reformprogramm, das der IWF in Form von quantifizierbaren Vorgaben als Bedingungen in seine Kreditverträge aufnimmt. Bei Verfehlen der Vorgaben werden die vierteljährlich fälligen Auszahlungen des Kredites gestoppt.

## Souveränität
Die Auflagen reichen operativ weit in die autonome Staatspolitik des betroffenen Staats hinein. Ihm wird beispielsweise auferlegt, inflationshemmende Maßnahmen zu ergreifen, die Arbeitslosigkeit zu senken, die Geldmenge zu kontrollieren, keine prestigeträchtigen Investitionen vorzunehmen, seine Verteidigungsausgaben zu senken oder Korruption und Versickerung einzudämmen. Damit ist die Auflagenpolitik ein zentrales Instrument der Geberinstitutionen, um Einflussnahme auf die Regierungspolitik von Schuldnerstaaten und Entwicklungsländern auszuüben. Konditionalitäten greifen damit unmittelbar in die Handlungsfreiheit und politische Autonomie eines Staates oder eines Unternehmens. Ein Staat wird durch Konditionalitäten gezwungen, seine Wirtschaftspolitik so zu ändern, dass die Auflagen der Kreditgeber erfüllt werden. Ohne Auflagen hätten die Staaten möglicherweise eine andere Wirtschaftspolitik betrieben. So ist es zu erklären, dass sich Staaten vehement gegen manche Auflagen zu wehren versuchen, weil sie eine Einschränkung ihrer Souveränität nicht hinnehmen wollen. Deshalb unternimmt der IWF seit der Asienkrise vermehrt Anstrengungen, um die Empfängerländer bei der Gestaltung der Auflagen stärker einzubinden.
Eines der wichtigsten Grundprinzipien des Pariser Clubs ist die Gleichbehandlung der Gläubiger (Pari-passu-Klausel). Danach muss sich der Schuldner verpflichten, keine andere Gläubigergruppe besser zu stellen (Par conditio creditorum). Hierdurch soll verhindert werden, dass letztlich der Steuerzahler die Risiken trägt, die einzelne Unternehmen oder Banken eingegangen sind. Sie  soll bezwecken, dass der Schuldner die von der Klausel begünstigten Gläubiger auch bei Zins- und Tilgungszahlungen gleichrangig bedient, also keinen Gläubiger – etwa bei knapper Liquidität – bevorzugt. Weitere Voraussetzung für eine Umschuldung oder Schuldenerlass ist, dass sich das Schuldnerland durch geeignete Zusammenarbeit mit dem IWF ausdrücklich verpflichtet, eine Politik zu betreiben, die eine erneute Einschaltung des Pariser Clubs vermeidet.

## Eigenverantwortung
Country Ownership wird definiert als Eigenverantwortung der Nehmerstaaten bei der Umsetzung der Auflagen. Dieses partnerschaftliche Prinzip soll die Widerstände beseitigen, die mit der einseitigen Konditionierung durch Geberinstitutionen oftmals verbunden sind. Die Empfängerstaaten unterbreiten selbst Reformvorschläge, die dann in Auflagen münden. Sie sollen dann im Rahmen der Ownership die eingeleiteten Reformprozesse selbst steuern und sich verpflichten, durch Hilfe unterstützte Reformen selbst durchzuführen. Die Weltbank setzt bei der Country Ownership voraus, dass die Regierung eines Staates von allen wichtigen Kräften im Land bei der Umsetzung der Reformen unterstützt wird, damit die Umsetzung nicht an opponierenden Kräften scheitert. Durch Ownership soll die breite Akzeptanz von Auflagen erreicht werden.